# Claudio Ridolfi
Claudio Ridolfi dit Claudio Véronèse (Vérone, 1560 - Corinaldo, 1644) est un peintre italien de la Renaissance qui a été actif principalement à Rome, Venise et Urbino.

## Biographie
Claudio Ridolfi est le fils naturel d’un comte sans importance de Vérone, duquel il prit le nom. Il étudia à Vérone, puis dans l’atelier de Paolo Caliari dit Veronèse. Il s’installe ensuite à Venise où il perfectionne son art. Il y demeure et y œuvre quelques années avant de retourner à Vérone.
De Vérone, il part pour Rome et aussitôt après pour Urbino où il fut l'élève de l’estimé peintre d'Urbino, Federico Barocci. Il travaille alors à Urbino mais s'établit à Corinaldo où il resta pendant tout le reste de sa longue vie d’activité.
Beaucoup de ses œuvres de grande valeur sont disséminées dans la région des Marches, et plus précisément dans les églises des centres de la vallée du Cesano (Pergola, Mondolfo, San Lorenzo in Campo), mais également en l’église San Filippo de Fossombrone ;  l’on trouve également une sainte Barbara dans l’église santa Croce de Senigallia, un couronnement de la Vierge et une Vierge à l'Enfant dans la pinacothèque diocésaine de cette même ville, ainsi que d’importantes toiles dans l’église collégiale de Cantiano la ville voisine et, plus généralement, sur l’ensemble du territoire de l’actuelle Province de Pesaro et Urbino.
D’autres œuvres sont visibles dont une circoncision au musée de Castelvecchio à Vérone.

## Œuvres (incomplet)
- La Flagellation, Église Sant'Anastasia - Vérone
- Circoncision de l’apôtre saint Thomas. Vérone
- Adoration des mages, 1617-1620, Eglise San Francesco al Corso, Vérone
- Dieu le Père, Musée de Castelvecchio, Vérone
- Naissance de saint Jean Baptiste, église Santa Lucia, Urbino.
- Madone à l’Enfant, Galleria Nazionale delle Marche, Urbino
- Nativité de saint Jean Baptiste, Galleria Nazionale delle Marche, Urbino
- Madone à l’Enfant avec sainte Claire, sainte Lucie et Saint François, Galleria Nazionale delle Marche, Urbino
- présentation la Vierge au Temple, Galleria Nazionale delle Marche, Urbino
- Madone à l’Enfant avec saint Jean Baptiste et saint Jérôme, Eglise de San Filippo, Fossombrone
- Baptême du Christ, 1614 env., Musée diocésain de Senigallia
- Sainte Barbara, Eglise santa Croce de Senigallia
- Couronnement de la Vierge, Musée diocésain de Senigallia
- Madone à l’Enfant avec saints (Dominique de Guzman ? et Catherine de Sienne ?) Musée diocésain de Senigallia
- Déposition, pour une église, Rimini.
- Sainte Justine et saint Benedict présentant les règles aux Bénédictins, église, Padoue.
- Gloire de l'ordre de saint Benoît, église de Sainte Justine, Venise
- Marie Madeleine aux pieds de la Croix, église Santa Maria in Portuno, Corinaldo.
- La Reine Jézabel dévorée par les chiens, Alte Pinakothek de Munich
- Saint-Benoît remettant les règles de l’ordre aux ordres monastiques et de chevalerie, musée Magnin, Dijon
- Deux saints dont un saint Bonaventure, Ljubljana
- Présentation de la Vierge au temple, église Santo Spirito,
- Portrait du prince Frédéric Ubaldo Della Rovere enfant.
- Portrait en pied du prince Frédéric Ubaldo Della Rovere adolescent
- Portrait en pied du prince Frédéric Ubaldo Della Rovere en tenue de Chasse
- Jésus-Christ portant la croix,
- Jésus-Christ, portant la croix, et un donateur,
- Lamentations,
- Pietà,
- Madone avec saint Dominique

## Images

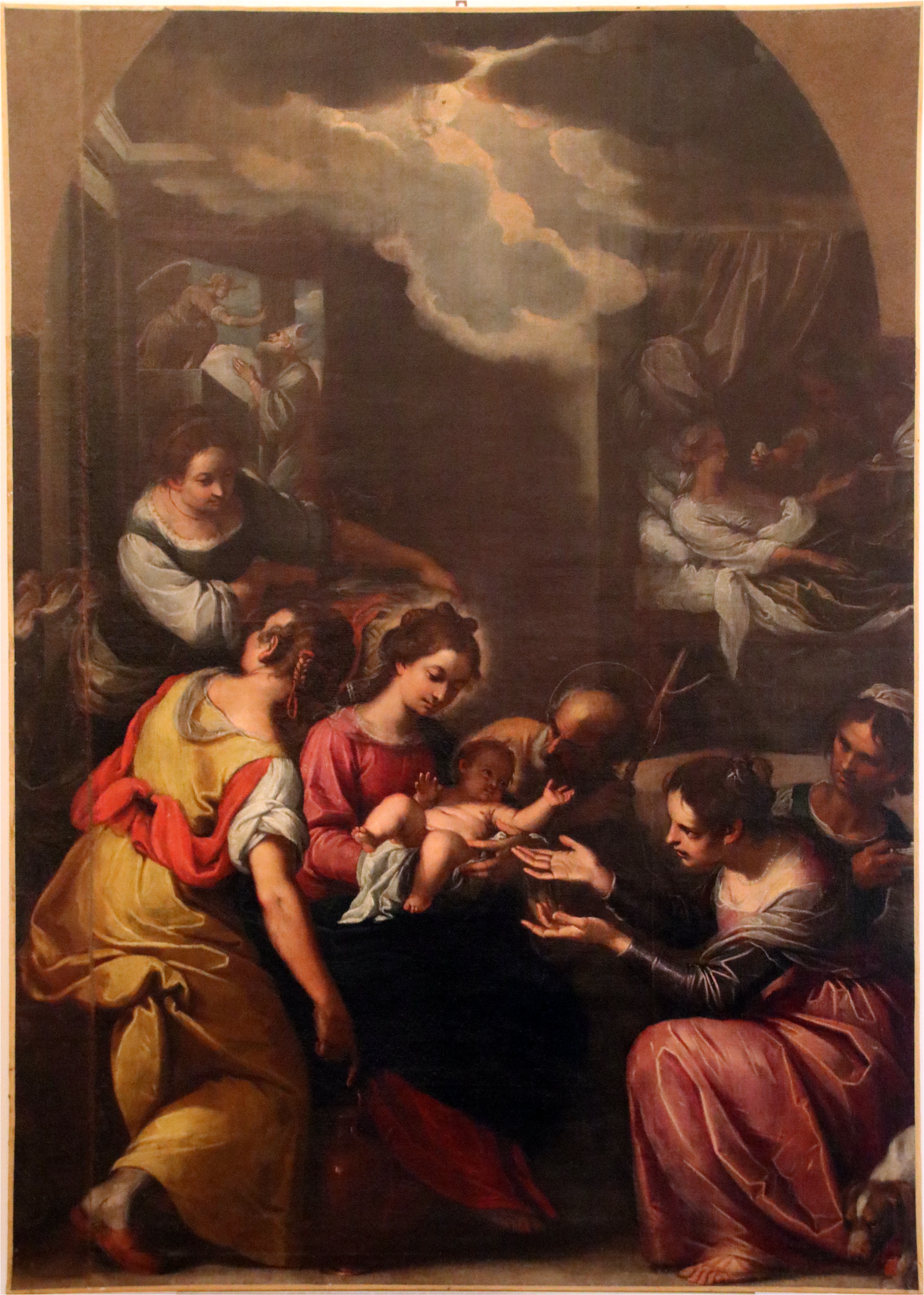
Nativité de saint Jean Baptiste, Galleria Nazionale delle Marche
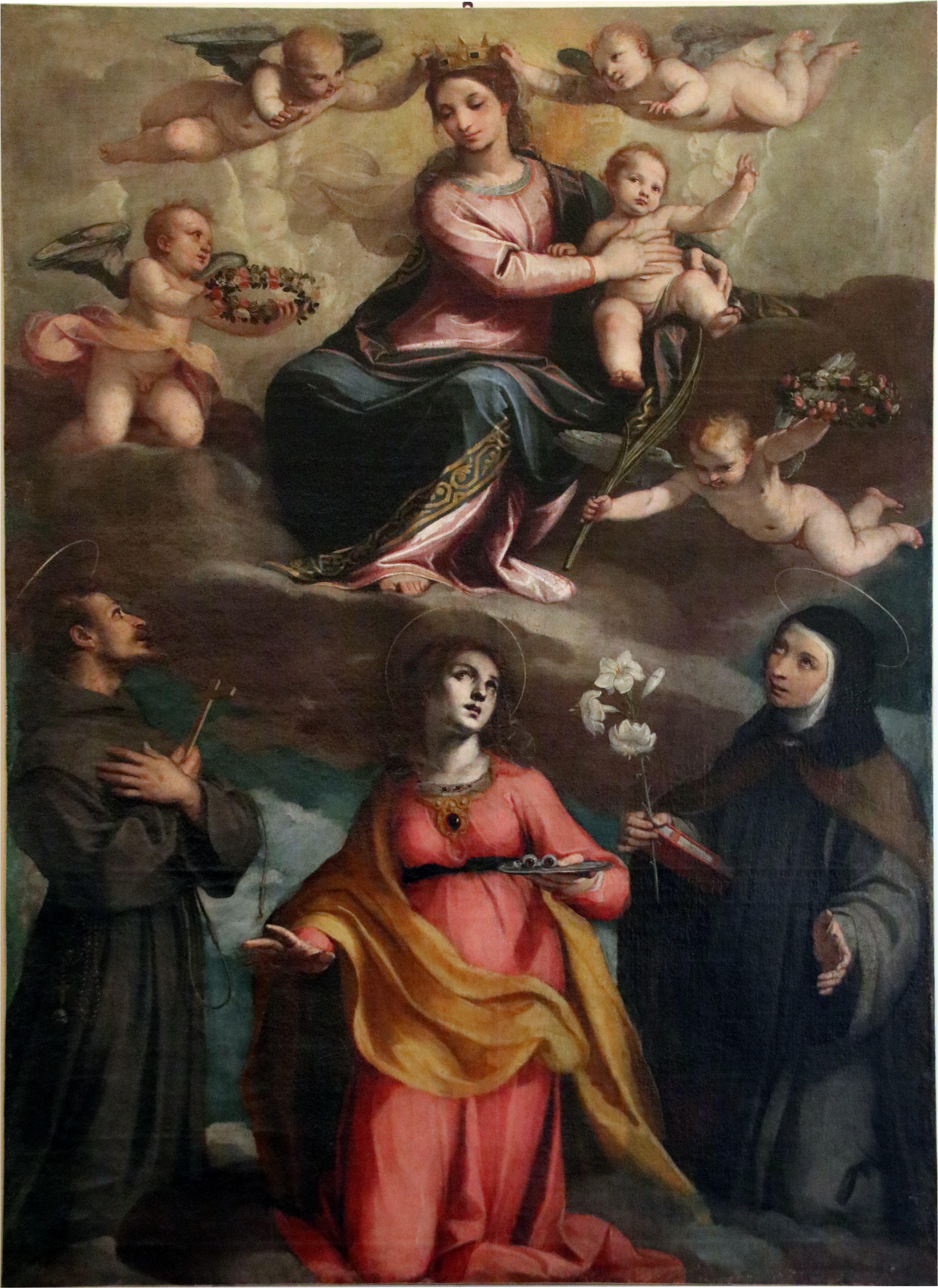
Madone à l’Enfant avec saints François, Claire et Lucie, Galleria Nazionale delle Marche
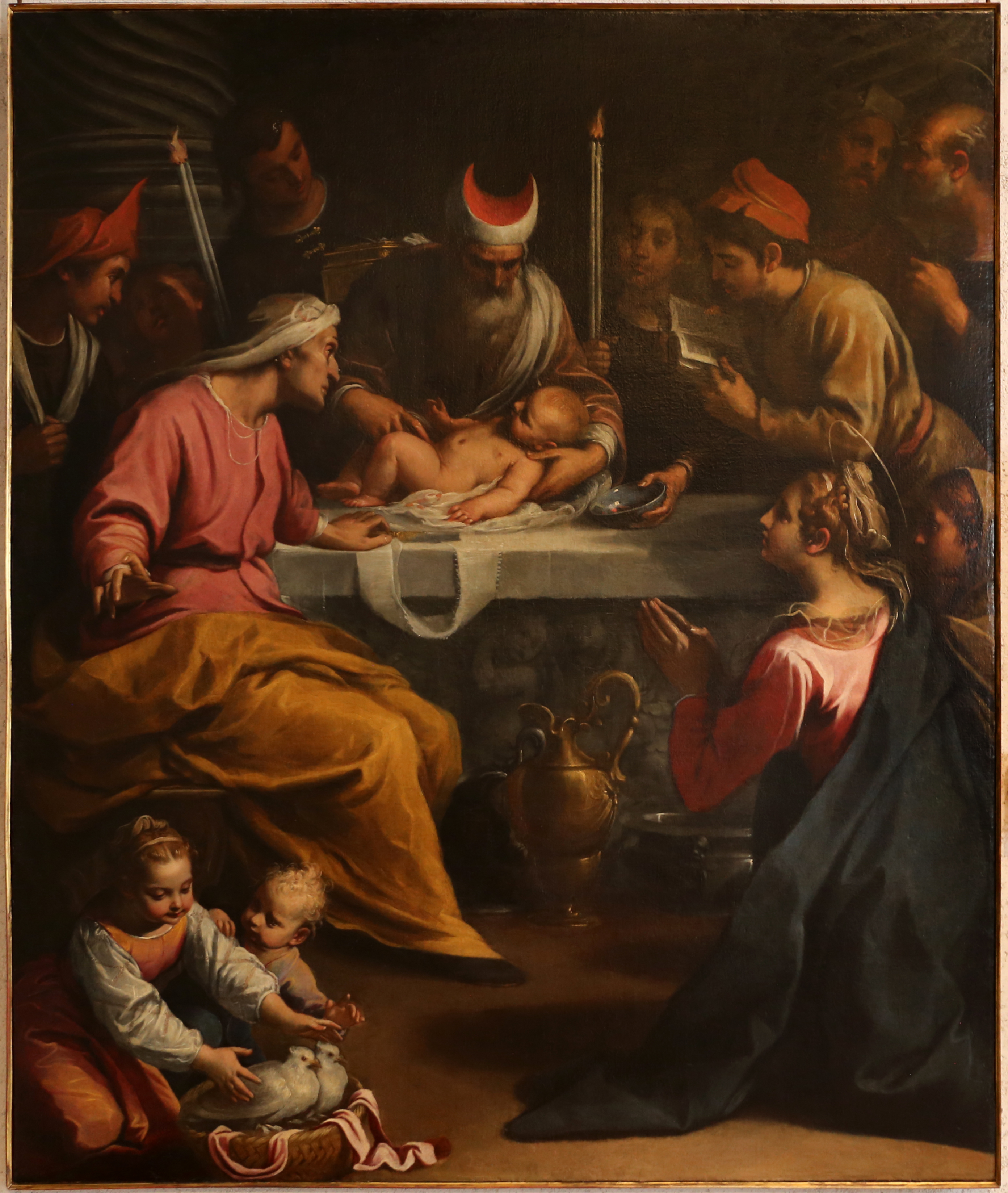
Circoncision de saint Thomas apôtre, Vérone
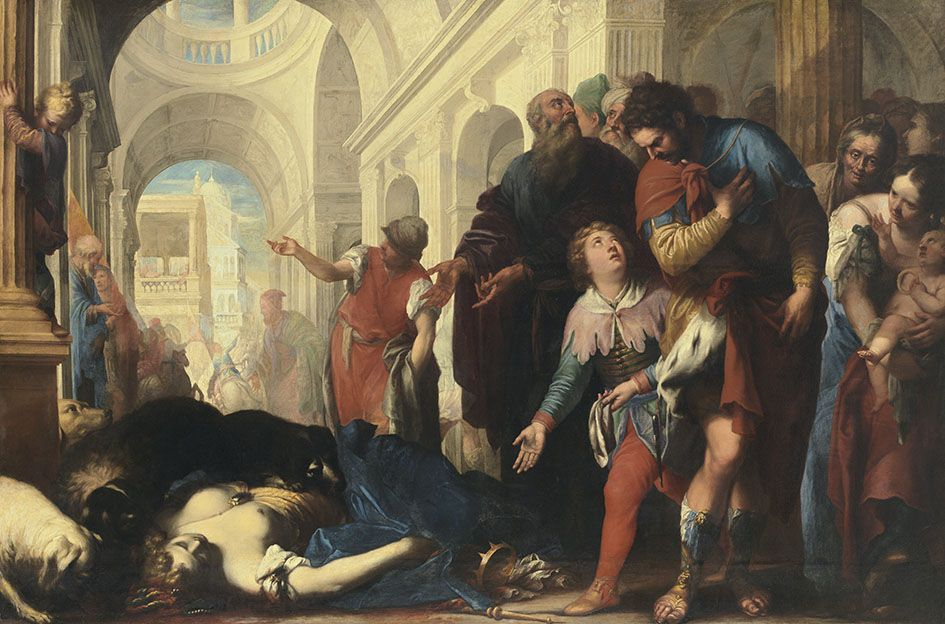
La Reine Jézabel dévorée par des chiens. Alte Pinakothek
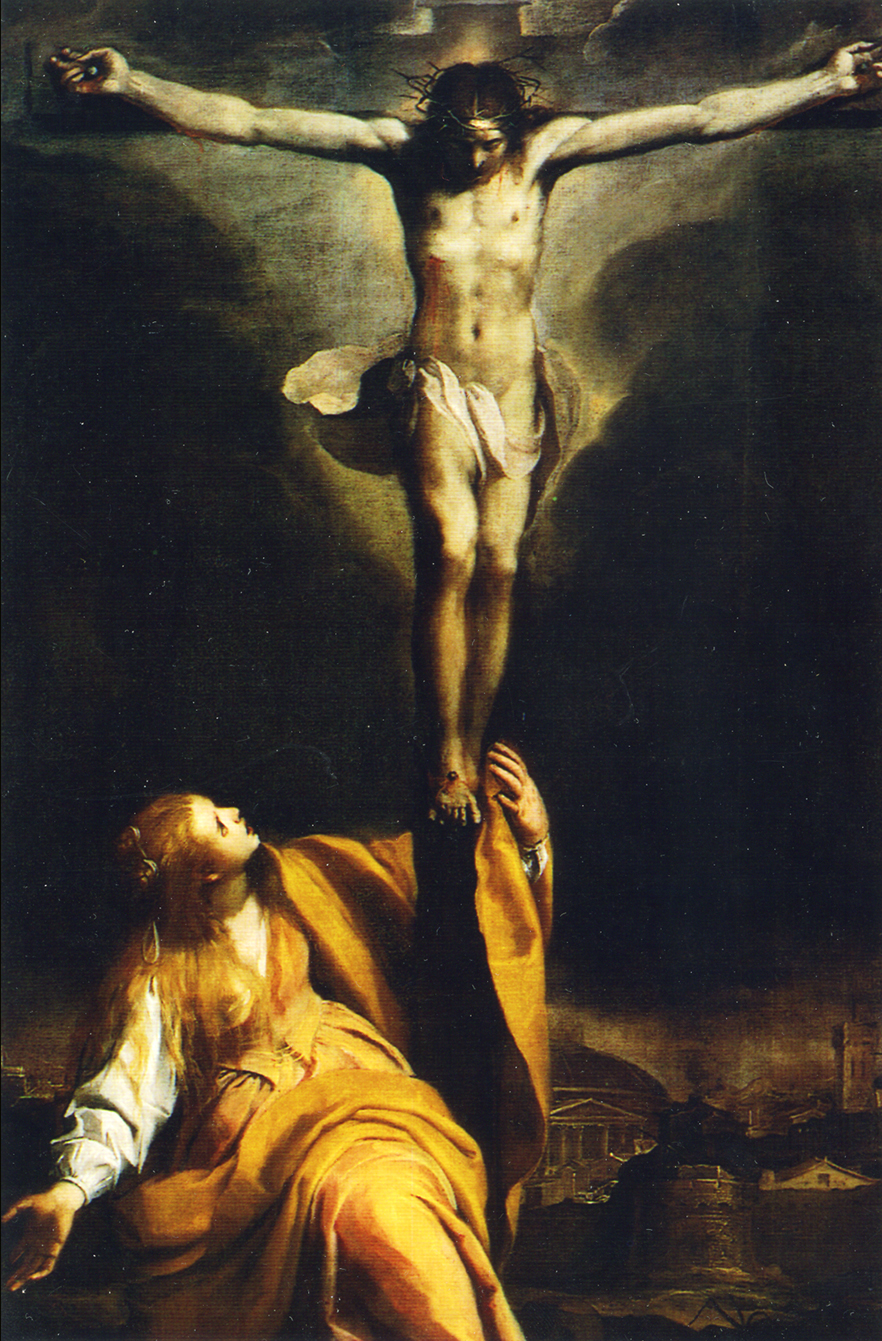
Marie Madeleine au pied de La Croix, Corinaldo
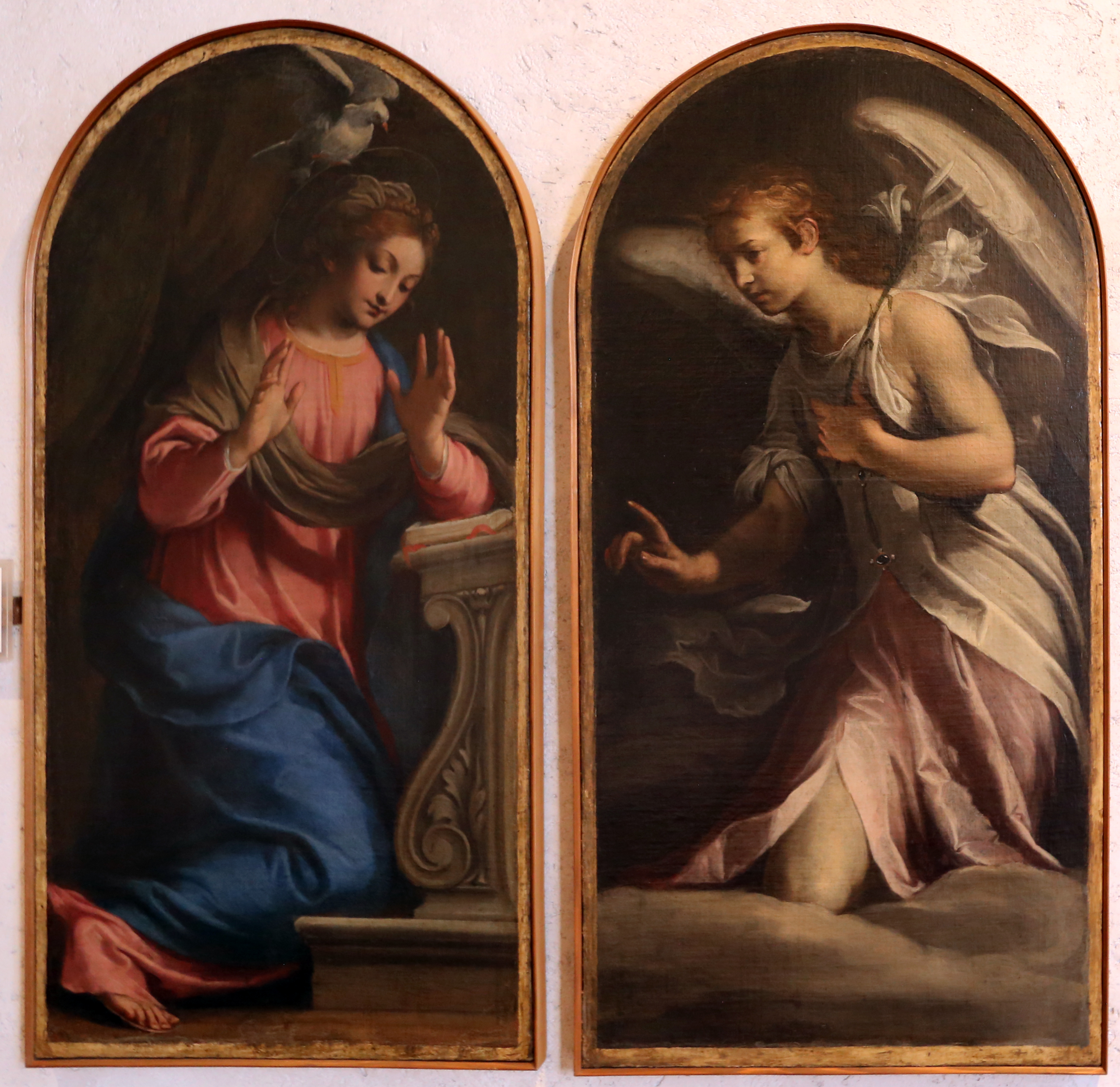
L'Annonciation du couvent de santa Croce, Vérone
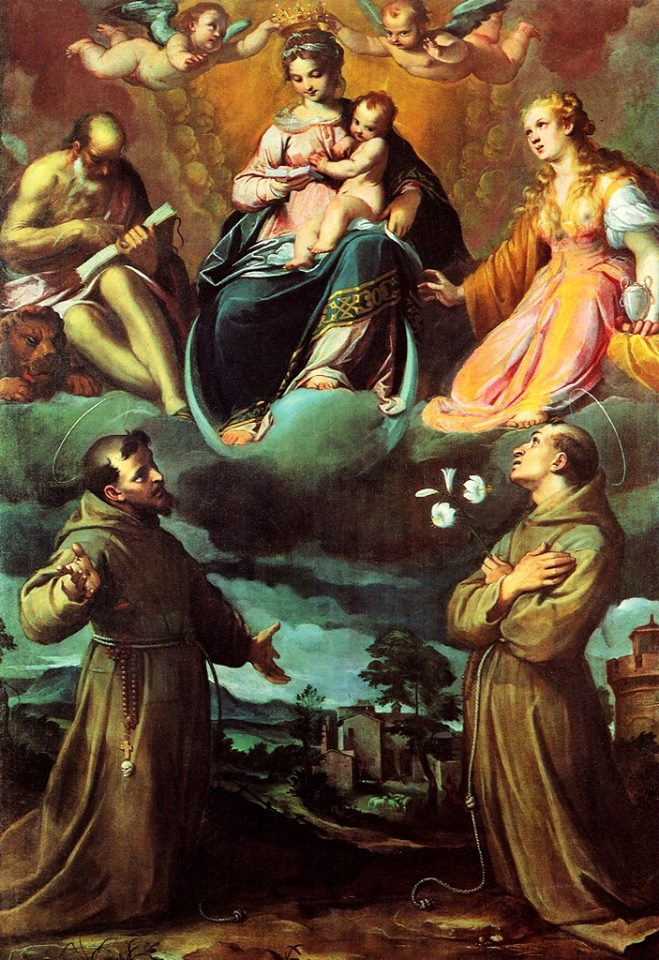
Madone à l’Enfant avec saint Antoine et Saint François, 1607
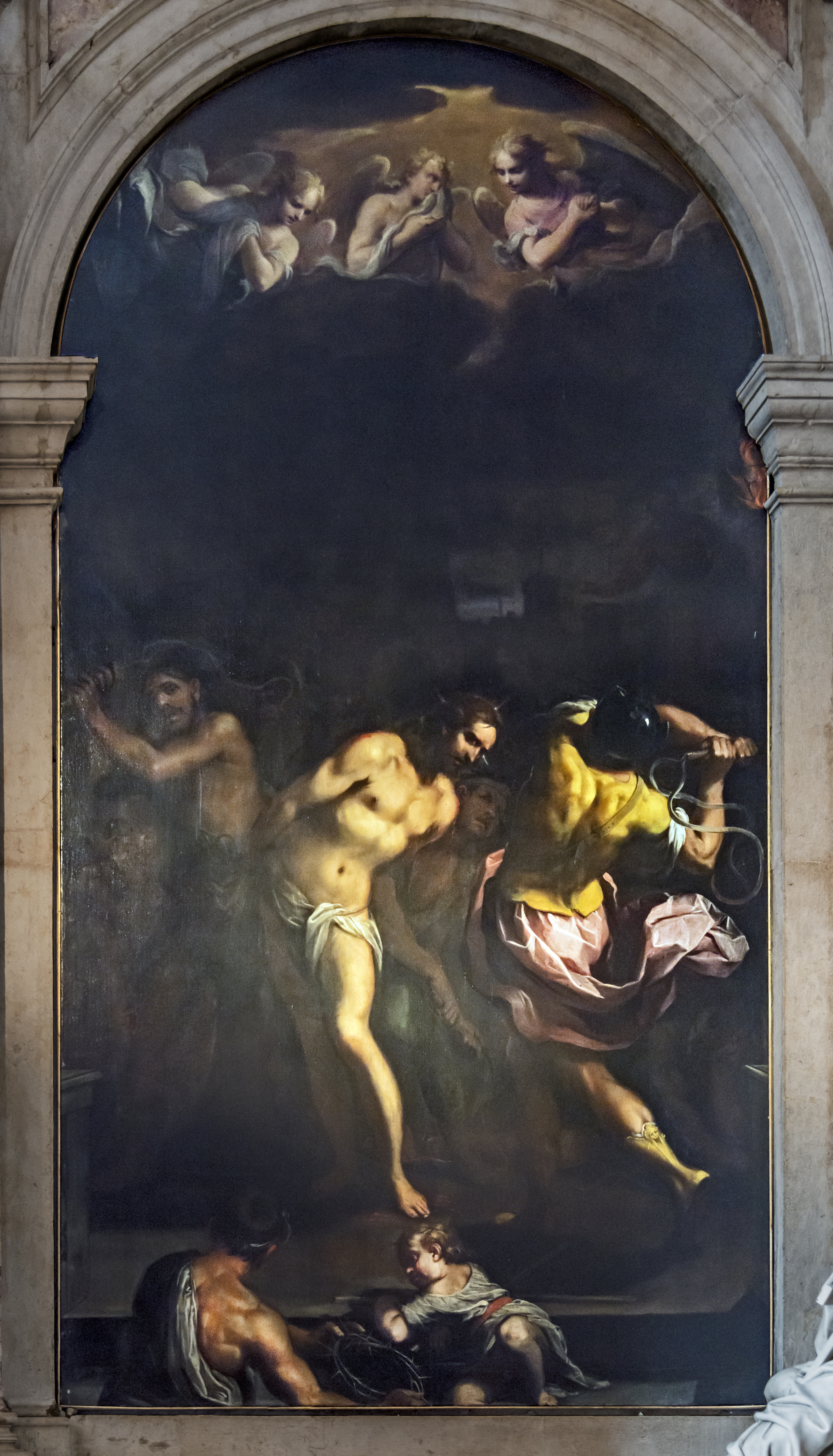
Flagellation, Basilique Sant'Anastasia de Vérone
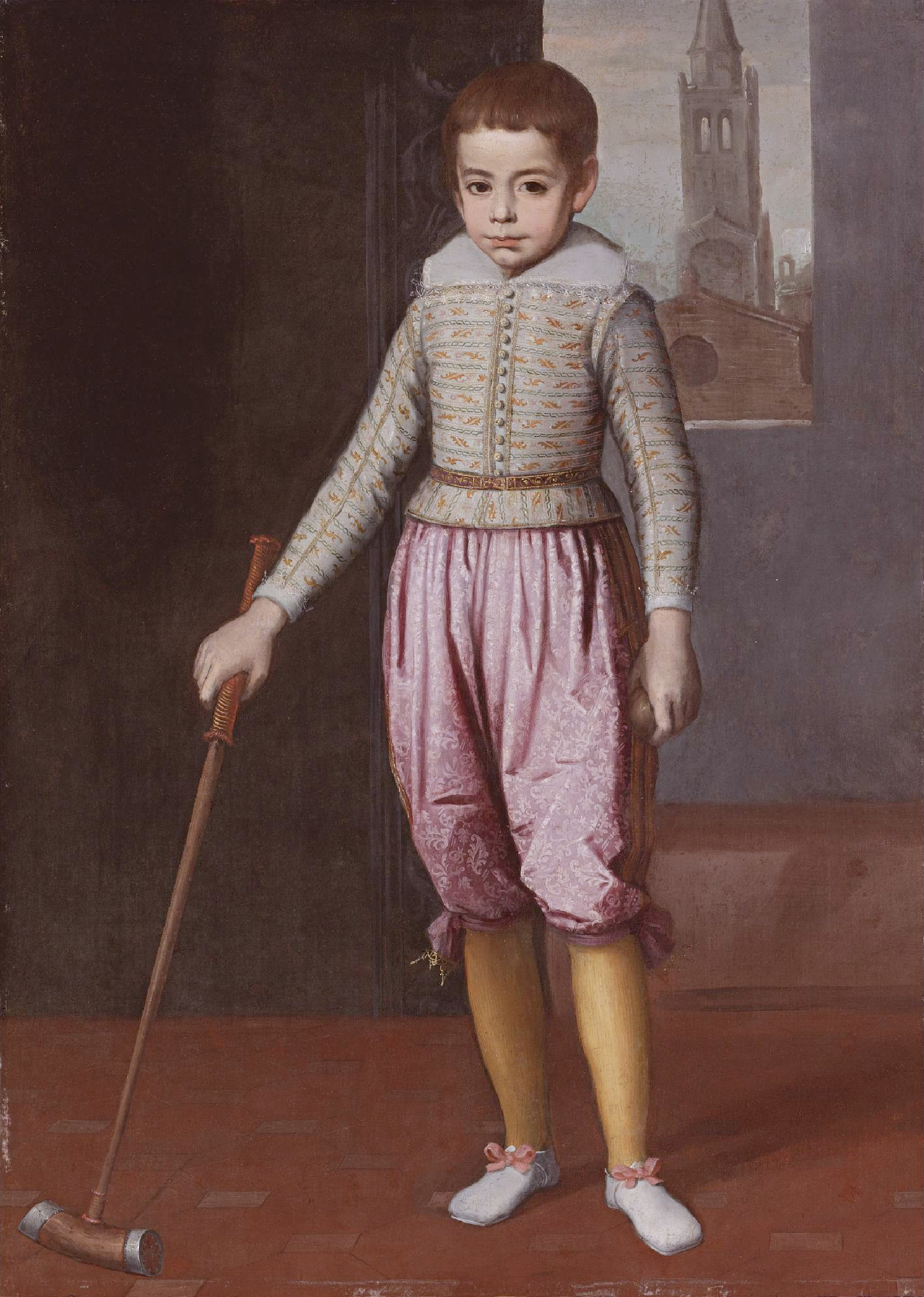
Portrait en pied de Frederic Ubaldo della Rovere
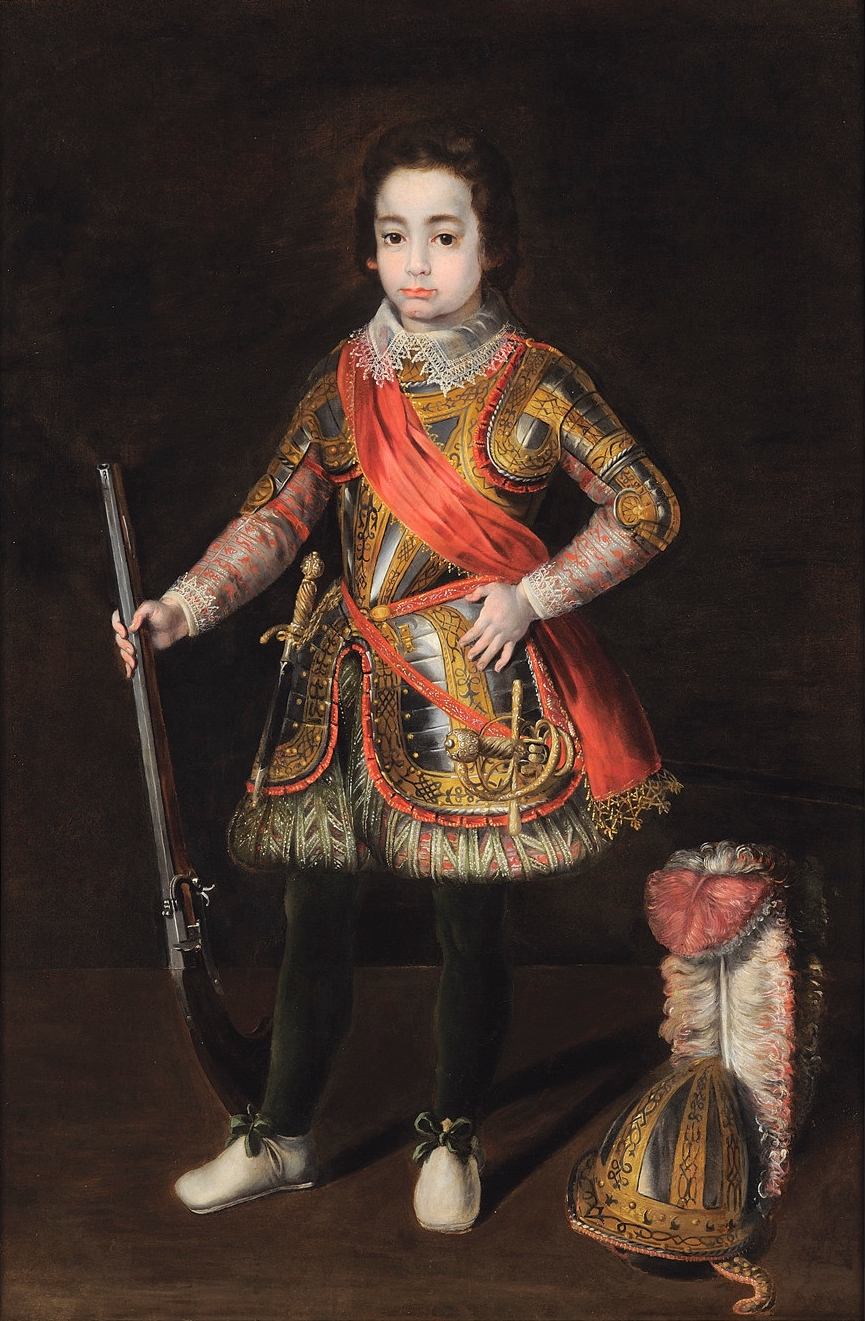
Portrait en pied de Frédéric Ubaldo della Rovere en tenue de chasse